# Tobias Hansen

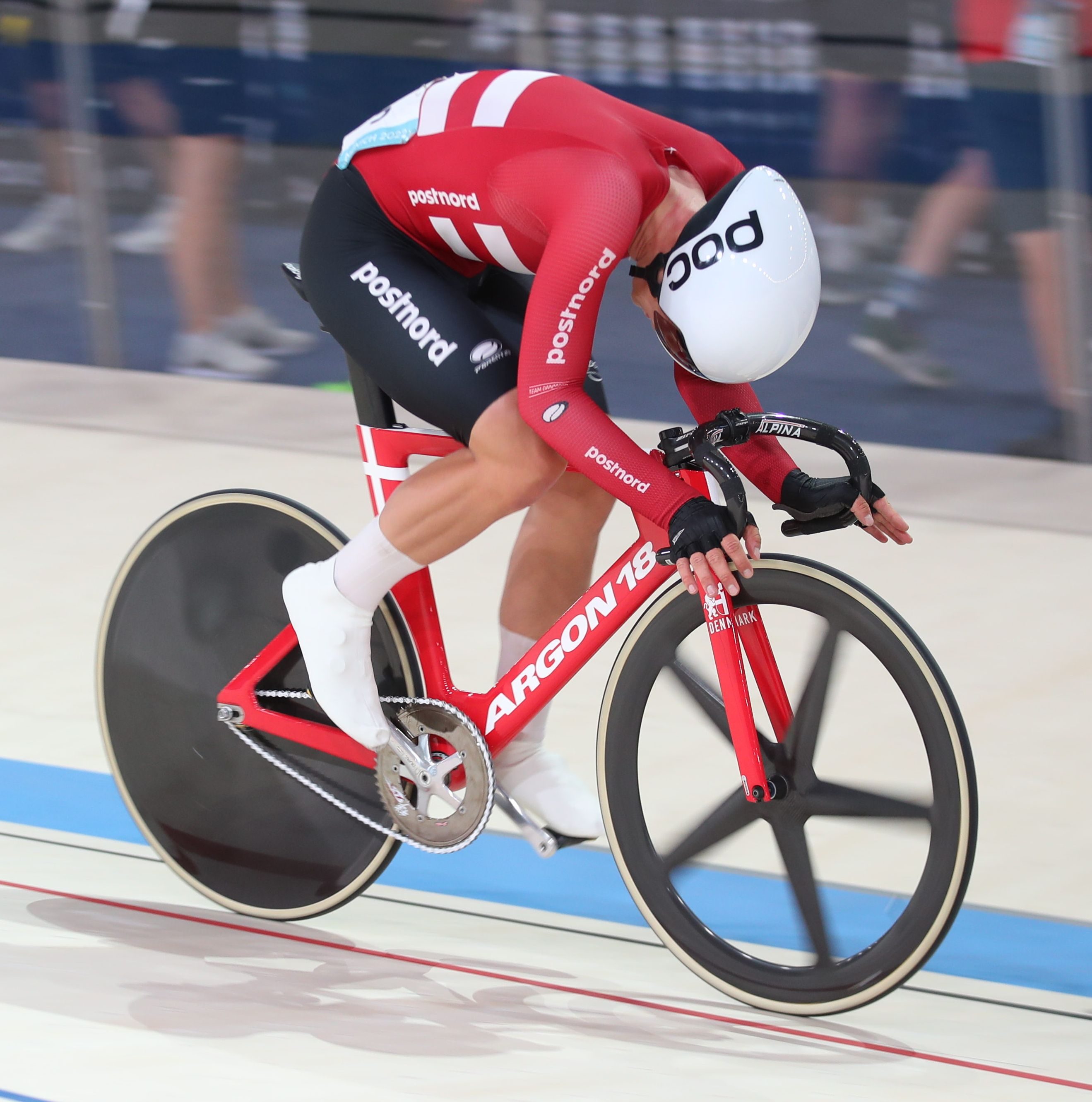
Tobias Hansen bei der EM 2022

Tobias Aagaard Hansen (* 10. März 2002 in Odense) ist ein dänischer Radsportler, der auf Bahn und Straße aktiv ist.

## Sportlicher Werdegang
2019 wurde Tobias Hansen dänischer Junioren-Meister im 1000-Meter-Zeitfahren. Im Jahr darauf startete er international bei den Bahnradsport-Europameisterschaften der Junioren/U23 2020, wurde Junioren-Europameister im Ausscheidungsfahren und errang die Bronzemedaille im Punktefahren. In den Jahren darauf war er Teil der erfolgreichen dänischen Bahn-Vierers, der die Europameisterschaften 2021 und 2025 sowie die Weltmeisterschaften 2024 gewann, hinzu kamen zahlreiche weitere Medaillen. Zu seinen Mannschaftskameraden bei diesen Erfolgen gehörten Carl-Frederik Bévort, Matias Malmberg und Rasmus Pedersen, Niklas Larsen, Frederik Madsen, Lasse Norman Leth und Robin Skivild. In der olympischen Mannschaftsverfolgung 2024 kam das Team mit Hansen auf Platz vier.
In den Einzeldisziplinen wurde Hansen zweimal dänischer Meister im Omnium (2022, 2023) sowie 2024 Welt- und Europameister im Ausscheidungsfahren.
Auf der Straße entschied Hansen 2022 eine Etappe der Baltic Chain Tour für sich.

## Ehrungen
- 2024: Dänischer „Radsportler des Jahres“[1]

## Erfolge

### Bahn
2018
- Dänischer Junioren-Meister – Sprint

2019
- Dänischer Junioren-Meister – 1000-Meter-Zeitfahren

2020
- Junioren-Europameister – Ausscheidungsfahren
- Junioren-Europameisterschaft – Punktefahren

2021
- Europameister – Mannschaftsverfolgung (mit Carl-Frederik Bévort, Matias Malmberg und Rasmus Pedersen)
- Dänischer Meister – Omnium

2022
- Europameisterschaft – Mannschaftsverfolgung (mit Carl-Frederik Bévort, Rasmus Pedersen und Robin Skivild)
- Weltmeisterschaft – Mannschaftsverfolgung (mit Carl-Frederik Bévort, Lasse Norman Hansen und Rasmus Pedersen)
- Dänischer Meister – Omnium

2023
- Nations Cup in Jakarta – Omnium, Mannschaftsverfolgung (mit Robin Skivild, Carl-Frederik Bévort und Rasmus Pedersen)
- Nations Cup in Kairo – Mannschaftsverfolgung (mit Robin Skivild, Carl-Frederik Bévort und Rasmus Pedersen)
- Dänischer Meister – Omnium

2024
- Europameister – Ausscheidungsfahren
- Europameisterschaften – Mannschaftsverfolgung (mit Rasmus Pedersen, Niklas Larsen, Frederik Madsen und Carl-Frederik Bévort)
- Europameisterschaft – Scratch
- Nations Cup in Hongkong – Mannschaftsverfolgung (mit Robin Skivild, Lasse Norman Leth und Frederik Madsen)
- Weltmeister – Ausscheidungsfahren, Mannschaftsverfolgung (mit Carl-Frederik Bévort, Niklas Larsen, Rasmus Pedersen und Frederik Madsen)
- Weltmeisterschaften – Scratch
- Track Champions League – zwei Einzelsiege

2025
- Europameister – Mannschaftsverfolgung (mit Niklas Larsen, Lasse Norman Leth und Robin Skivild)

### Straße
2022
- eine Etappe Baltic Chain Tour